# Linus Lee Seong-hyo
Linus Lee Seong-hyo (ur. 6 lipca 1957 w Gi-dong Paldal-gu) –  koreański duchowny rzymskokatolicki, w latach 2011–2024 biskup pomocniczy Suwon, biskup diecezjalny Masan od 2025.

## Życiorys
Święcenia kapłańskie przyjął 9 kwietnia 1992 i został inkardynowany do diecezji Suwon. Po święceniach i rocznym stażu wikariuszowskim został wysłany do Paryża na studia doktoranckie z teologii. W 2001 uzyskał tytuł i powrócił do kraju, obejmując funkcję proboszcza w Osan oraz wykładowcy na suwońskim uniwersytecie katolickim. W 2003 zwolniony z obowiązków proboszcza. W latach 2004–2006 był dyrektorem ds. duszpasterskich, a przez kolejne dwa lata dziekanem ds. akademickich.
7 lutego 2011 papież Benedykt XVI mianował go biskupem pomocniczym Suwon i biskupem tytularnym Turris Tamalleni. Sakry biskupiej udzielił mu 25 marca 2011 biskup Mathias Ri Iong-hoon.
21 grudnia 2024 papież Franciszek mianował go biskupem diecezjalnym Masan. Urząd objął 12 lutego 2025.